# Wałerij Syrow
Wałerij Mychajłowycz Syrow, ukr. Валерій Михайлович Сиров, ros. Валерий Михайлович Сыров, Walerij Michajłowicz Syrow (ur. 1 września 1946 w Nowosybirsku, Rosyjska FSRR, zm. 28 sierpnia 2019 w Mikołajowie) – radziecki i ukraiński piłkarz pochodzenia rosyjskiego, grający na pozycji obrońcy, trener piłkarski.

## Kariera piłkarska

### Kariera klubowa
Ucząc się w Instytucie Kultury Fizycznej w Leningradzie bronił barw miejscowego Awtomobilista. Kiedy klub został rozformowany, przeszedł do pierwszoligowego Zenitu Leningrad. W 1967 razem z Gaborem Vajdą przenieśli się do Karpat Lwów. W 1973 w wyniku konfliktu z trenerem opuścił klub. Ale po roku występów w Metałurhu Zaporoże powrócił do Karpat. W 1976 zakończył karierę piłkarską. Potem grał jeszcze w amatorskim zespole Awtomobilist Lwów (1977), Miedzi Legnica (1977) oraz Cementnyku Mikołajów.

## Kariera trenerska
Karierę trenerską rozpoczął trenując dzieci. Również prowadził amatorskie zespoły Cementnyk Mikołajów, Sokił Lwów i Okean Mikołajów. Od marca 2010 pomaga trenować obrońców w klubie Karpaty Lwów.
28 sierpnia 2019 roku zmarł w Mikołajowie.

## Sukcesy i odznaczenia

### Sukcesy klubowe
- mistrz Pierwszej Ligi ZSRR: 1970
- zdobywca Pucharu ZSRR: 1969

### Odznaczenia
- tytuł Mistrza Sportu ZSRR: 1969